# Saint Paul (Minnesota)
Saint Paul, muitas vezes abreviado para St. Paul (lit. "São Paulo"), é a capital e a segunda cidade mais populosa do estado norte-americano do Minnesota, no condado de Ramsey, do qual é a sede. Foi fundada em 1800 e incorporada em 4 de março de 1854.

## Geografia
De acordo com o Departamento do Censo dos Estados Unidos, a cidade tem uma área de 145,3 km², dos quais 134,6 km² estão cobertos por terra e 10,7 km² por água.

### Localidades na vizinhança
O diagrama seguinte representa as localidades num raio de 8 km ao redor de St. Paul.

## Demografia
Segundo o censo nacional de 2010, a sua população é de 285 068 habitantes e sua densidade populacional é de 1 958,6 hab/km². A cidade possui 120 795 residências que resulta em uma densidade de 897,2 residências/km². É um dos dois centros de uma região metropolitana que possui 3 615 902 habitantes, a outra sendo Minneapolis, a maior cidade do Minnesota.

## Personalidades
- Melvin Calvin (1911-1997), prémio Nobel da Química de 1961
- F. Scott Fitzgerald (1896-1940), romancista.

## Marcos históricos
O Registro Nacional de Lugares Históricos lista 114 marcos históricos em Saint Paul, dos quais 4 são Marco Histórico Nacional. O primeiro marco foi designado em 15 de outubro de 1966 e o mais recente em 20 de abril de 2021, a Woodland Park Baptist Church. O Capitólio Estadual do Minnesota é um marco desde 1972.